# Електроенцефалограма
Електроенцефалогра́ма (ЕЕГ) (електро- + англ. encephalos — головний мозок + …грама) — графік електричної активності головного мозку, який отримують в процесі електроенцефалографії. Це дослідження є ключовим в діагностиці захворювань, наприклад епілепсії, різних їхніх проявів (наприклад: локалізації судомного осередку), вивченні функціонального значення різних частин мозку і принципів його роботи загалом.

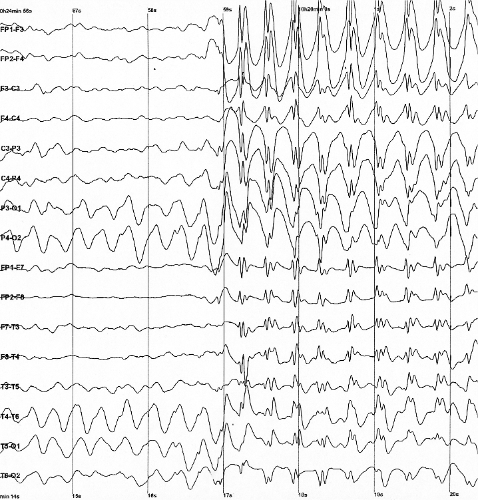
Епілептичні спайки, які можна спостерігати з допомогою ЕЕГ
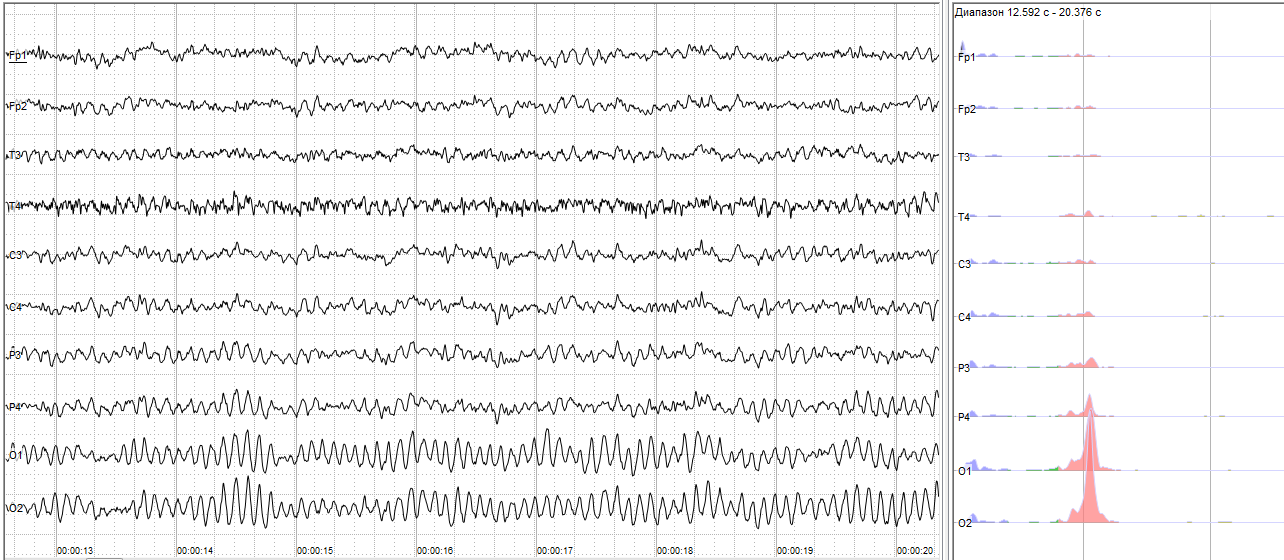
Приклад ЕЕГ здорової людини з вираженим ритмом спокою — альфа-ритмом.
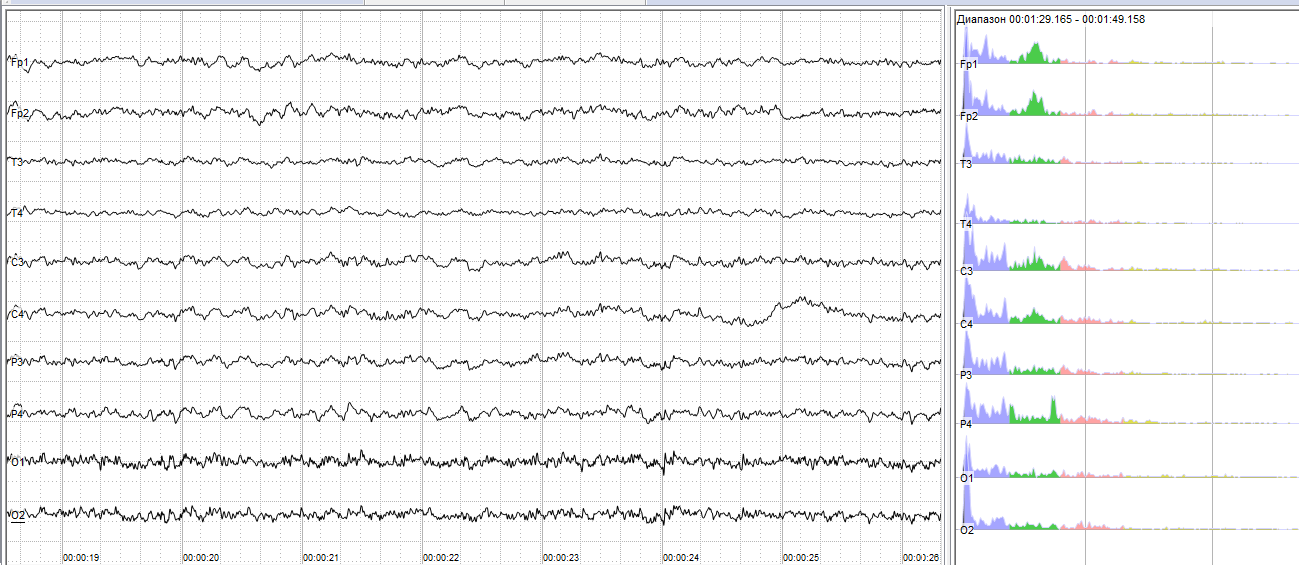
Приклад ЕЕГ здорової людини у стані спокою. Без альфа-ритму.
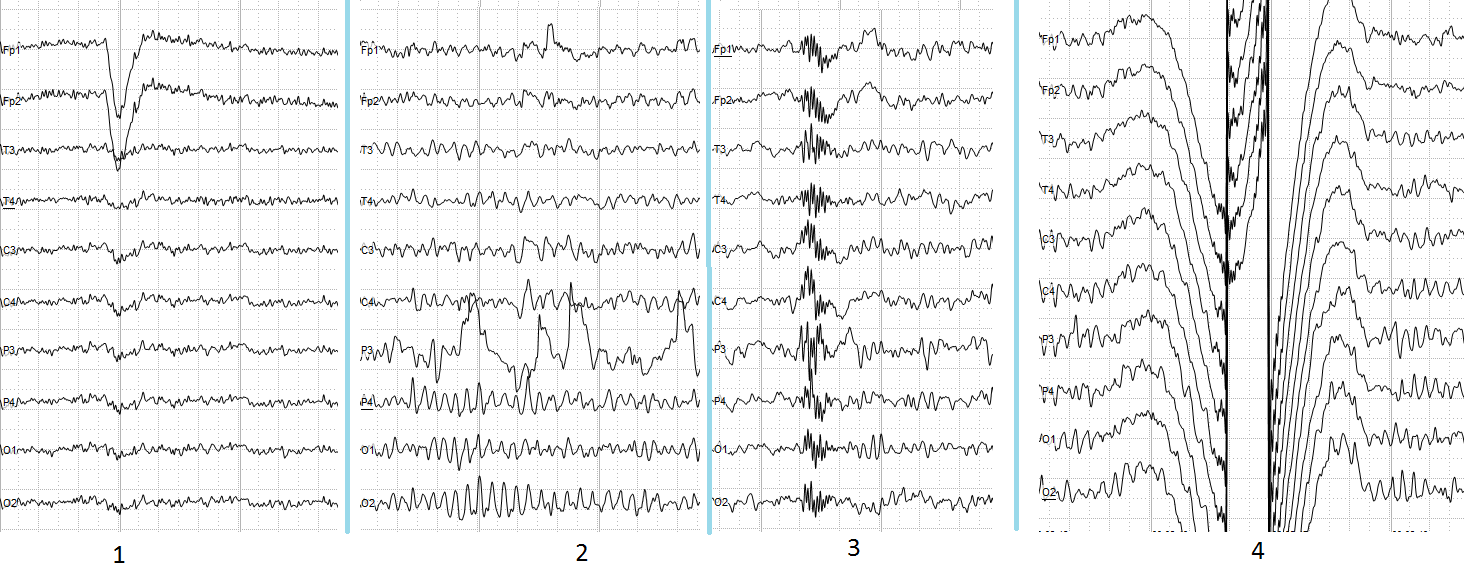
Приклади основних типів електроенцефалографічних артефактів. 1 — Електроокулографічний артефакт. 2 — Електродний артефакт. 3 — Ковтальний артефакт. 4 — Артефакт, пов'язаний з референтним електродом.

## Характеристики ЕЕГ
Основними поняттями, на які спирається характеристика ЕЕГ, є: середня частота коливань, їхня максимальна амплітуда і фаза, також оцінюються відмінності кривих ЕЕГ на різних каналах і їхня часова динаміка. Сумарна фонова електрограма кори і підкіркових утворень мозку пацієнта, варіюючись залежно від рівня філогенетичного розвитку і відображаючи цитоархітектонічні і функціональні особливості структур мозку, також складається з різних за частотою повільних коливань.

## Ритми ЕЕГ
Однією з основних характеристик ЕЕГ є частота. Проте через обмежені перцепторні можливості людини при візуальному аналізі ЕЕГ, що застосовується в клінічній електроенцефалографії, ціла низка частот не може бути досить точно охарактеризована оператором, оскільки людські очі виділяють лише деякі основні частотні смуги, явно присутні в ЕЕГ. Відповідно до можливостей ручного аналізу була введена класифікація частот ЕЕГ за деякими основними діапазонами, яким присвоєні назви літер грецького алфавіту (альфа — 8—13 Гц, бета — 14—40 Гц, тета — 4—6 Гц, дельта — 0,5—3 Гц, гамма — вище 40 Гц та ін.).
Залежно від частотного діапазону, а також і від амплітуди, форми хвилі, топографії і типу реакції розрізняють ритми ЕЕГ, які також позначають грецькими буквами. Наприклад, альфа-ритм, бета-ритм, гамма-ритм, дельта-ритм, тета-ритм, капа-ритм, мю-ритм, сигма-ритм і ін.